# Санта-Моніка (гори)
Санта-Моніка — прибережні гори у Південній Каліфорнії. Положення зі сходу на захід на 64 км паралельно Тихому океану від Голлівудських пагорбів у Лос-Анжелесі до Пойнт-Мугу у окрузі Вентура.
Санта-Моніцькі гори близькі до щільно населених місць, тому вони є найвідвідуваним природним осередком у Каліфорнії. Тут знаходиться Національна зона відпочинку Санта-Моніцькі гори.

## Географія
Гірський хребет відносно високий без конкретних скельних вершин поза Сендстоун-Пік (948 м) та Боні-Маунтенс. Серед дикої природи Санта-Моніка скрізь зустрічається активність людини: садиби, шляхи, підприємства, центри відпочинку та інше.
Геологічно західна група Канальних островів є продовженням хребта Санта-Моніки.
Малібу-Крік розділяє гори на східну та західну частини.

### Західна частина гір
Західна частина гір відділяє долину Конехо від Малібу має західний кінець у Пойнт-Мугу, де майже непрохідне узбережжя змінюється на припливні лагуни й піщані дюни алювіальної Окснардської рівнини.

#### Гірські вершини на заході

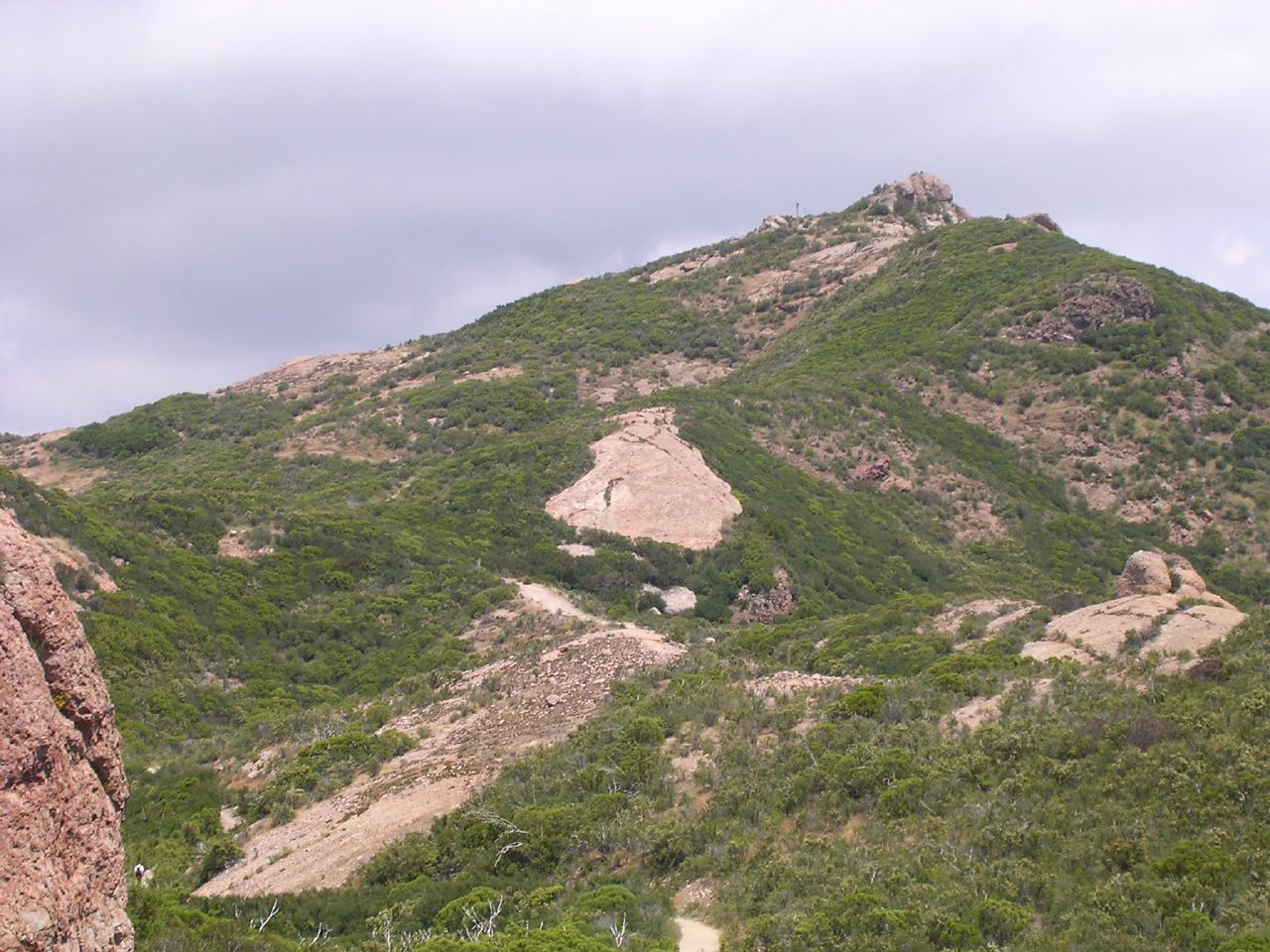
Найвища гора Санта-Моніки — Сендстоун пік (укр. Піщанокам'яний пік).

Гори у західній частині гір: пік Сендстоун, або гора Аллен є найвищою у горах Санта-Моніка — 948 м; Трі-Пікс — 917 м; пік Ексчейндж — 899 м; Конехо пік — 870 м; Боні пік — 861 м;; пік Кларкс — 599 м; пік Меса — 562 м; гора Брентс — 522 м; гора Чапел — 494 м; пік Ла-Холла — 478 м; пік Лагуна — використовується військової базою, що знаходиться нижче — 444 м; пік Мугу — найзахідніший пік Санта-Моніцьких гір, що підіймається прямо з рівня пляжу.

### Східна частина
Східна частина Санта-Моніцьких гір відділяє долину Сан-Фернандо на півночі від Лос-Анжелеської рівнини на півдні. Гори Санта-Моніка паралельні горам Санта-Сюзанна, що слугують північною межею Сан-Фернандської долини. Найсхіднішою межею гір є долина річки Лос-Анжелес, що повертає з Сан-Фернандської долини на південь у долині між горами Санта-Моніка й горами Вердуго.

#### Гірські вершини на сході
Гори у східній частині гір — пік Кастро — 861 м пік Седдл — 855 м; пік Калабасас- 660 м; пік Тімескал — 648 м; гора Сан-Вісенті колишня ракетна база Найкі, а тепер парк Холодної війни — 599 м; пік Кахуенга — 555 м; гора Лі — гора на південній стороні якої розташований знак Голлівуду — висота 500 м; гора Голлівуд — 495 м; гора Белл — 484 м

#### Гріффіт й Іліжіан парки
Найбільш відомим є Гріффіт та Іліжіан парки Лос-Анжелеса на східному краї гір у Голлівудських пагорбах. Від решти Санта-Моніцьких гір парки відділені перевалом Кохуенга. На сході та півночі ця частина Голлівудських пагорбів відділена річкою Лос-Анжелес. На півдні Іліжіан парк межує з Даунтауном Лос-Анжелесу.
У парку Гріффіт знаходяться гори: Голлівуд, Белл та Чапел

### Місцевості
На північному боці гір розташовані:
- місцевість Юніверсал-Сіті,

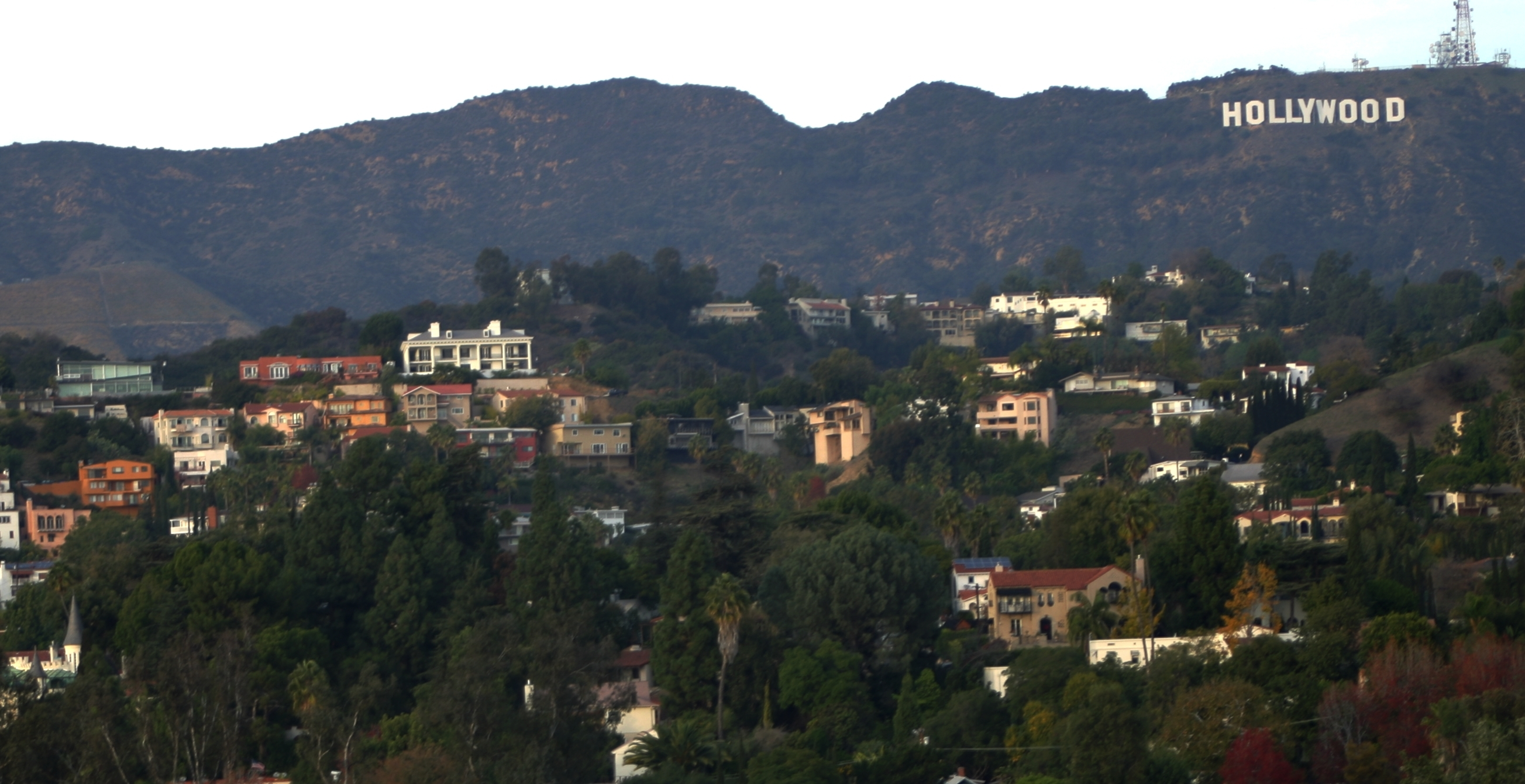
Голівудські пагорби з знаком Голлівуду на горі Лі

- Лос-Анжелеські міські місцевості: Студіо-Сіті, Шерман-Оакс, Енсіно, Тарзана, Вудланд-Хіллс, Вест-Хіллс,
- місто Калабасас, Белл-Каньйон, місто Агура-Гіллз, місто Вестлейк-Вілладж, місто Таузенд-Оакс;

на південному боці гір:
- Лос-Анжелеські місцевості: Лос-Феліз, Голлівуд-Хіллс, Бел-Ейр, Бенедікт-Каньйон, Брентвуд, Пасифік-Палісейдс,
- місто Беверлі-Хіллс, місцевість Топанга, місто Малібу.

#### Малібу
Малібу розташоване на південному схилі Санта-Моніцьких гір між Топанга-Каньйоном на сході й державним парком Ліо-Каррілло на заході.
Малібу-Озаркс є місцевістю поза міською межею Малібу по іншу сторону гір, з якої відсутній вид на океан.

### Шляхи

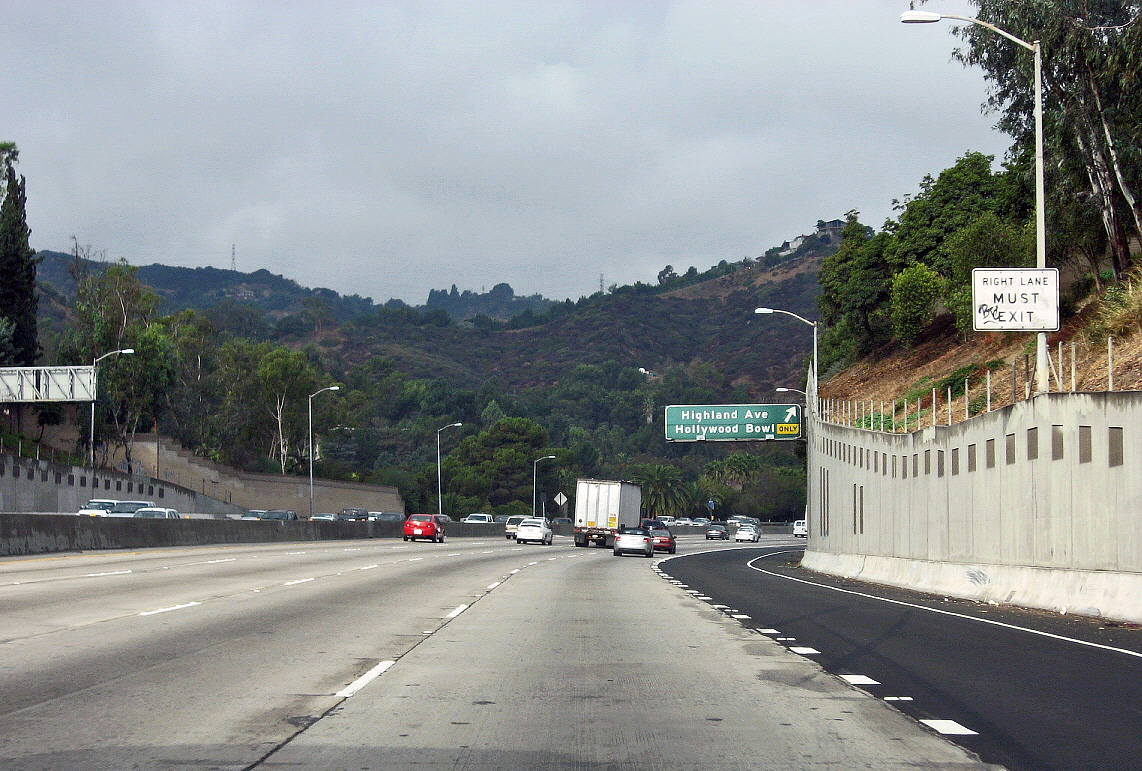
101-ий фрівей з Голлівуду на північ входить у перевал Кохуенга до Сан-Фернандської долини у Юніверсал-Сіті та Студіо-Сіті.

Перевал Кохуенга є найлегшим перевалом через гори Санта-Моніка, що пов'язує північну й південну сторони Голлівуду. Ним проходить фрівей 101 з долини Сан-Фернандо від Студіо-Сіті до Голівуду. З південної та північної сторни перевалу Кохуенга на з початку 20 сторіччя зосередилися голлівудські кіностудії.
На Голлівудських пагорбах у Берверлі-Крест й Бел-Ейр є менші перевали: бульвар Лаурел-Каньйон, авеню Колдвотер-Каньйон та бульвар Беверлі-Глен.
Перевал Сепулведа пов'язує Шерман-Оакс й Енсіно у Сан-Фернандській долині на півночі з Західною стороною Лос-Анжелеса. Тут проходить 405-ий фрівей (Сан-Діезький фрівей) та бульвар Сепулведа.
Далі на захід, вже у Малібу, — перевали бульвар Топанга-Каньйон (SR-27), шлях Малібу-Каньйон та шлях Канан-Дюм.
По верхів'ях хребта Санта-Моніка проходить проїзд Мулхоланд. Він починається у перевалу Кахуенга й закінчується у Вудланд-Хіллс. Західніше Енсіно він закритий для автомобілей.
Продовженням проїзду Мулхоланд є Мулхоланд-хайвей, що починається у Вудланд-Хіллс й закінчується у Сік'юїт-Пойнт на узбережжі Тихого океану.

## Археологія
У горах Санта-Моніка знаходиться до 1000 археологічних пам'яток культур індіанців тонгва й чумаш, що мешкали тут приблизно 8 тисяч років перед появою іспанців. З появою католицьких місіонерів до 1831 року індіанців поменшало з 22 тисяч до 3 тисяч тисяч.

## Клімат
Сухе літо з частими туманами на південній (океанській) стороні гір. Під час суховіїв Санта-Ана часті пожежі.
Зими прохолодні, вологі. Сніг незвичайний на Санта-Моніцькому хребті, при тому що гори порівняно низькі за висотою до гір Сан-Габріел. Більша частина опадів випадає з листопада до березня. Середні щорічні опади у горах Санта-Моніка 450—550 мм з максимумом до 685 мм на високих схилах центральної та західної частин.

## Рослинність
Відповідно до переваги опадів у центральній та західній частині гір, так само на них більше рослинності.
На сході гір рослинність зосереджується у струмків та річок. У всіх горах поширені дуб, сикамор, каліфорнійський чорний горіх (вимираючий вид, зростає на північних схилах та у Гріффітському парку), лавр благорідний, вільха (вздовж струмків), верба, великомечовий ферн (у вологих місцях біля потоків) та інші рослини.
Багато європейських видів засмітили довкілля середземноморськими травами, іспанським віничником, волошкою сонячною, гігантська тростина, німецькою вербою, барвінком великим, плющем та іншими.

## Охорона довкілля
Забудова й збереження дикої природи відбувається за планом штату Каліфорнія.
У Санта-Моніцьких горах знаходяться 20 державних (штатних) та міських парків. У горах існує понад 800 км стежин.
«Стежина обвідки долини» є програмою з поєднання усіх парків, зон відпочинку, гірських та долішніх стежин для пішоходів, велосипедів й коней. Також проект поєднає разом місцевості з тваринним світом переходами між ними.

## Кінематографічний Голлівуд

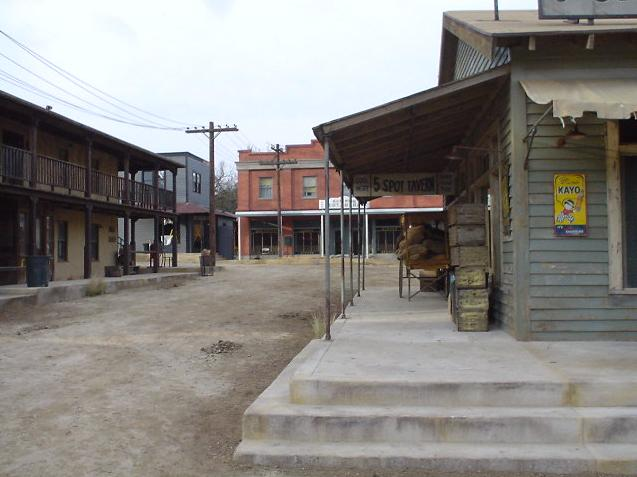
Вестерн-містечко ранчо Парамаунт

Перевал Кохуенга, яким проходить фрівей 101 пов'язує по обидві сторони гір кінематографічний Голлівуд. З південної сторони розташований історичний Голлівуд з Голлівудським бульваром, а з північної сторони у долині Сан-Фернандо у Студіо-Сіті, Юніверсал-Сіті та Бюрбанці розташовані кіностудії Ворнер бразерс, Юніверсал та Волт Дійсней.
На верховині, з північної сторони Санта-Моніцьких гір у Малібу на стороні Агоура-Хіллс розташоване кінематографічне ранчо Парамаунт кіностудії Парамаунт пікчерс за адресою 2903 Cornell Rd, Agoura Hills. Тут залишено містечко вестернів де знято багато фільмів 1920-их років. Відомим є телесеріал Карнавал.
Навпроти ранчо Парамаунт розташоване ранчо Рейгана за адресою 28754 Lake Vista Dr, Agoura Hills. Він володів ранчо у 1957-67 роках до того як його обрали губернатором Каліфорнії. Тут збереглися стайня для коней та хлів.

## Сусідні гірські хребти
- Чак-Хіллс,
- Сімі-Хіллс,
- Санта-Сюзанна,
- Вердуго,
- Сан-Габріел.